# Tout le monde n'a pas eu la chance d'avoir des parents communistes
Pour plus de détails, voir Fiche technique et Distribution.
Tout le monde n'a pas eu la chance d'avoir des parents communistes est un film français de Jean-Jacques Zilbermann sorti en 1993.

## Synopsis
En 1958 en plein référendum pour l'adoption de la Constitution de la Ve République française, Irène, militante communiste qui a été sauvée des camps de concentration par l'Armée rouge quand elle était jeune, est mariée à Bernard, petit commerçant gaulliste. Leurs divergences d'opinions politiques mettent à mal leur couple, sous le regard de leur fils, du frère d'Irène qui vient souvent chez sa sœur, ainsi que d'une amie-camarade célibataire sans famille, Régine. Dans ce moment historique, les Chœurs de l'Armée rouge viennent donner une représentation en France, ce qui permet à Irène de rencontrer des vétérans de la bataille de Stalingrad sous le regard jaloux de son mari. Elle fera tout pour convaincre ce dernier de voter Non lors du référendum...

## Fiche technique
- Réalisation : Jean-Jacques Zilbermann, assisté de Thierry Binisti
- Scénario : Nicolas Boukhrief et Jean-Jacques Zilbermann
- Musique : Serge Franklin
- Photographie : Bruno Delbonnel
- Montage : Joële van Effenterre
- Année : 1993
- Pays :  France
- Genre : comédie
- Date de sortie : 1er décembre 1993

## Distribution
- Josiane Balasko : Irène
- Maurice Bénichou : Bernard
- Catherine Hiegel : Régine
- Jean-François Dérec : L'oncle Charlot
- Victor Nieznanov : Ivan
- Alexandre Piskariov : Boris
- Alexis Maslov : Sacha
- Jérémy Davis : Petit Léon
- Christine Dejoux : Jeannette
- Jacques Herlin : Choumerski
- André Oumansky : Le cousin Isaac
- Patrick Burgel : Le concurrent

## Autour du film
En 1990, le long métrage reçoit le prix d'Aide à la Création de la Fondation Gan pour le Cinéma. 
La chanson russe sur laquelle Josiane Balasko danse en uniforme est V pout (En route).